# Metropolitanato de Miriofito y Peristasis
El metropolitanato de Miriofito y Peristasis (en griego: Ιερά Μητρόπολη Μυριοφύτου και Περιστάσεως) es una diócesis de la Iglesia ortodoxa perteneciente al patriarcado de Constantinopla. Su sede estuvo en Peristasis (la actual Şarköy) hasta que fue trasladada a Miriofito (la actual Mürefte) en Turquía. Su titular lleva el título metropolitano de Miriofito y Peristasis, el más honorable ('hypertimos') y exarca de Propóntide (en griego: Ο Μυριοφύτου και Περιστάσεως, υπέρτιμος και έξαρχος Προποντίδος). 

## Territorio
El metropolitanato de Miriofito y Peristasis se encuentra en la provincia de Tekirdağ. Limita al norte y al oeste con el metropolitanato de Heraclea; al noreste con el metropolitanato de Ganos y Cora; y al sudeste con el mar de Mármara.

## Historia
La diócesis de Peristasis aparece por primera vez en las Notitiae Episcopatuum del patriarcado sobre el final del siglo X, como sufragánea de Heraclea. El primer obispo conocido es Gregorio que participó en el sínodo patriarcal de abril de 1032 y firmó el decreto contra los jacobitas como obispo de Peristasis y Miriofito; un sello episcopal que data de la primera mitad del siglo XI podría atribuirse a este obispo.
Miriofito fue destruida por un terremoto en 1063. El área fue ocupada por los otomanos circa 1360, siendo Peristasis renombrada como Şarköy. El doble título de la diócesis, que podría indicar la transferencia de la sede de Peristasis a Miriofito, nunca se indica en las Notitiae Episcopatuum, excepto en la última conocida, que se remonta al comienzo de la dominación otomana de Constantinopla a mediados del siglo XV. En el siglo XVII, el nombre de la diócesis se cambió por el de Miriofito y Peristasis, siendo Miriofito la sede del obispo. Con este nombre, la diócesis fue elevada al rango de sede metropolitana en enero de 1909.
La costa fue ocupada brevemente por las fuerzas búlgaras el 22 de diciembre de 1912 durante las guerras de los Balcanes, y nuevamente en 1920–1922 por las fuerzas griegas. El sector fue anexado a Grecia el 28 de julio de 1920. Tras la derrota griega en Asia Menor, en octubre de 1922 la población ortodoxa que vivía al este del río Maritsa debió ser evacuada al oeste de ese río, ya que el 12 de noviembre de 1922 el área fue entregada a Turquía. Tras los acuerdos del Tratado de Lausana de 1923, que obligó al intercambio de poblaciones entre Grecia y Turquía, ninguna población ortodoxa permaneció dentro de los límites del metropolitanato de Miriofito y Peristasis, que dejó de hecho de existir.

## Cronología de los obispos

### Obispos de Peristasis y Miriofito
- Gregorio † (mencionado en 1032)
- Sergio † (mencionado en 1580)
- Eutimio † (mencionado en 1590)

### Obispos de Miriofito y Peristasis
- Gabriel † (?-septiembre de 1622)
- Lorenzo † (diciembre de 1622-después de 1637)
- Simeón † (antes de 1646-después de 1658)
- Neófito I † (antes de 1661-abril de 1675)
- Teodosio † (29 de abril de 1675-?)
- Josafat † (antes de 1708-después de 1714)
- Jacobo † (mencionado en 1728)
- Nicodemo † (antes de 1743-después de 1754)
- Calínico † (antes de 1767-después de 1784)
- Melecio † (1788-noviembre de 1794)
- Neófito II † (1795-mayo de 1821 ejecutado por los otomanos)
- Serafín † (1821/1822-16 de diciembre de 1834 falleció)
- Neófito III † (antes de 1838-1864 falleció)
- Gregorio I Leontopoulos † (17 de febrero de 1864-3 de noviembre de 1881 falleció)
- Gregorio II Fotinos † (17 de enero de 1882-28 de febrero de 1891 renunció)
- Nicodemo II Komninos † (17 de marzo de 1891-abril de 1894 renunció)
- Constantino Apostolou † (15 de julio de 1895-2 de diciembre de 1899 suspendido)
- Esmaragdo Chatziefstathiou † (22 de febrero de 1900-21 de febrero de 1908 elegido metropolitano de Moglena)
- Filoteo Michailidis † (11 de marzo de 1908-15 de febrero de 1916 falleció)
- Sofronio Stamoulis † (5 de marzo de 1917-22 de mayo de 1923 suspendido)
- Calínico Lamprinidis † (22 de mayo de 1923-15 de abril de 1924 elegido metropolitano de Krini)
- Sofronio Stamoulis † (15 de abril de 1924-7 de octubre de 1924 elegido metropolitano de Veria) (por segunda vez)
- Ireneo Ioannidis (desde el 4 de septiembre de 2000)